# تضارب الموقف

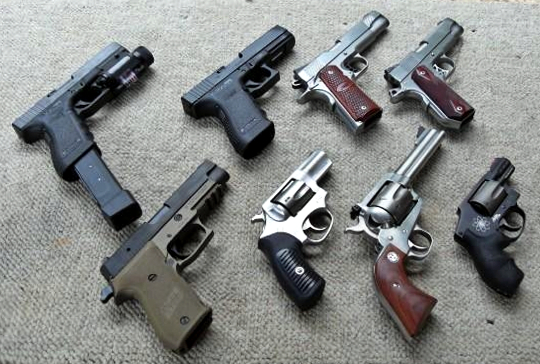

تضارُب الموقف، يُعرَّف أيضًا باسم تعارُض المعتقَد، وتأثير التعارُض هو ظاهرة يصبح فيها الخلاف أكثر حدة حيث تستعين الأطراف المختلفة بأدلة في المشكلات بينهم، وهو أحد تأثيرات الانحياز التأكيدي: ميل الأشخاص للبحث عن، وتفسير الأدلة بشكل انتقائي، لدعم معتقداتهم وتصرفاتهم.

## اقرأ أيضاً
- تأثير الثقة المبالغة